# 박수민
박수민(朴琇民, 1967년 12월 3일~)은 대한민국의 기업인, 정치인이다. 유럽부흥개발은행 이사를 지냈다. 제22대 국회의원이다.
2024년 2월 29일, 국민의힘에 인재 영입 형태로 입당했다. 제22대 국회의원 선거를 앞두고 국민추천제를 통해서 강남구 을 선거구에 공천되었다. 개표 결과 58.57%의 득표율을 기록하면서 제22대 국회의원으로 당선되었다.

## 학력
- 숭문고등학교 졸업
- 서울대학교 경영대학 경영학 학사
- 서울대학교 대학원 경영학 석사

## 경력
- 제36회 행정고시 합격
- 기획예산처 사무관, 서기관, 과장
- 재정경제부 세제실 조세지출예산과장
- 대통령실 국정과제비서관실 행정관
- 대통령실 민정1비서관실 행정관
- 대통령직속 미래기획위원회 총괄기획국장
- 한국개발연구원 초빙연구위원
- 유럽부흥개발은행 이사
- 인피니툼 인베스터즈 의장/대표이사
- (주)아이넥스코퍼레이션 대표이사
- 2024. 4. 10.: 대한민국 제22대 국회의원 선거 당선(서울 강남구 을, 국민의힘, 초선)
- 2024. 5.~: 제22대 국회의원(서울 강남구 을, 국민의힘, 초선)
  - 2024. 6.~2024. 6.: 제22대 국회 전반기 국회운영위원회 위원
  - 2024. 6.~2025. 2.: 제22대 국회 전반기 기획재정위원회 위원
    - 제22대 국회 전반기 기획재정위원회 조세소위원회 위원

  - 2024. 7.~2025. 2.: 제22대 국회 전반기 예산결산특별위원회 위원
    - 제22대 국회 전반기 예산결산특별위원회 결산심사소위원회 위원
    - 제22대 국회 전반기 예산결산특별위원회 예산안등조정소위원회 위원

  - 국가비전2050포럼 대표의원
  - 2040 순풍(順風) 포럼 구성의원
  - 2024. 12.~: 제22대 국회 전반기 국회운영위원회 위원
    - 제22대 국회 전반기 국회운영위원회 예산결산심사소위원회 위원

  - 2025. 2.~2025. 5.: 제22대 국회 전반기 문화체육관광위원회 위원
  - 2025. 3.~ 제22대 국회 연금특별위원회 위원
  - 2025. 5.~ 제22대 국회 전반기 행정안전위윈회 위원
- 2024. 5.~: 국민의힘 서울특별시당 강남구 을 당원협의회 위원장
- 2024. 5.~2024. 12.: 국민의힘 원내부대표
- 2024. 6.~2024. 7.: 국민의힘 정책위원회 산하 시급한 민생 현안 해결을 위한 연금개혁특별위원회 위원
- 2024. 6.~2024. 7.: 국민의힘 정책위원회 산하 시급한 민생 현안 해결을 위한 재정·세제개편특별위원회 위원
- 2024. 6.~2024. 6.: 제22대 국회 전반기 국민의힘 당 국회부의장 후보자 선출 선거관리위원회 위원
- 2024. 6.~2024. 6.: 제22대 국회 전반기 국민의힘 당 상임위원장 후보자 선출 선거관리위원회 위원
- 2024. 8.~2025. 6.: 국민의힘 정책위원회 산하 원전산업지원특별위원회 위원
- 2024. 9.~: 국민의힘 호남동행 국회의원 발대식 명예의원(전북특별자치도)
- 2024. 11.~2025. 6. 국민의힘 정책위원회 산하 AI 세계 3대 강국 도약 특별위원회 위원 겸 콘텐츠 분야 소위원회 위원
- 2024. 12.~2024. 12.: 국민의힘 비상계엄 사태 이후의 정국 수습 방안과 윤석열 대통령의 질서 있는 퇴진 방안을 마련하기 위한 정국 안정화 태스크포스 위원
- 2024. 12.~2025. 6.: 국민의힘 원내대변인
- 2025. 1.~2025. 6.: 국민의힘 경제활력민생특별위원회 위원
- 2025. 5.~2025. 6.: 제21대 대통령 선거 국민의힘 김문수 대통령 후보 홍보본부 뉴미디어콘텐츠단장
- 2025. 5.~2025. 6.: 제21대 대통령 선거 국민의힘 김문수 대통령 후보 직속 김문수 진짜경제팀 경제대변인
- 2025. 6.~2025. 6. 국민의힘 원내대표 선출을 위한 선거관리위원회 위원
- 2025. 6.~ 국민의힘 송언석 원내대표 비서실장
- 2025. 7.~2025. 8. 국민의힘 송언석 비상대책위원장 비서실장

## 역대 선거 결과
| 실시년도 | 선거   | 대수 | 직책     | 선거구         | 정당     | 득표수   | 득표율          | 순위 | 당락 | 비고 |
| -------- | ------ | ---- | -------- | -------------- | -------- | -------- | --------------- | ---- | ---- | ---- |
| 2024년   | 총선   | 22대 | 국회의원 | 서울 강남구 을 | 국민의힘 | 71,633표 | \| \| 58.57% \| | 1위  |      | 초선 |
|          | 58.57% |      |          |                |          |          |                 |      |      |      |

## 소속 정당
| 소속 정당 | 소속 정당 | 소속 기간 | 비고      |
| --------- | --------- | --------- | --------- |
|           | 국민의힘  | 2024~현재 | 정계 입문 |

## 같이 보기
- 강남구 을
- 서울 강남구의 국회의원